# Ніта Проуз
Ніта Проновост (англ. Nita Pronovost), більш відома під псевдонімом Ніта Проуз, — канадська письменниця та редакторка книжок. Авторка роману «Покоївка» 2022 року, який отримав премію Ентоні (2023), премію Баррі (2023), премію Goodreads Choice Award (2022), премію Макавіті (2023) і премію Неда Келлі (2022).
Проуз розпочала свою кар'єру з написання для літературних журналів, перш ніж стати редакторкою з виробництва у HarperCollins Canada. Зрештою вона перейшла в Doubleday, де працювала старшою редакторкою. 2016 року почала нагляд за редакційною групою в Simon Schuster Canada, зрештою ставши віцепрезиденткою і редакційною директоркою. Як редакторка, вона також працювала авторкою-привидом для численних мемуарів знаменитостей.
Станом на 2022 рік Проуз мешкала у Торонто.

## Нагороди
Роман «Покоївка» став бестселером номер один за версією New York Times і вибором книжкового клубу Good Morning America. CrimeReads вніс її до свого списку найкращих традиційних детективів 2022 року. Того ж року це був восьмий найпопулярніший вибір книжкового клубу.
| Рік  | Назваe          | Нагорода                                                            | Результат | Прим.                |
| ---- | --------------- | ------------------------------------------------------------------- | --------- | -------------------- |
| 2022 | Покоївка        | Премія Fingerprint за дебютний роман року                           | Фіналіст  | [ 7 ]                |
| 2022 | Покоївка        | Премія Goodreads Choice за найкращий детектив і трилер              | Перемога  | [ 8 ] [ 9 ]          |
| 2022 | Покоївка        | Премія Goodreads Choice за найкращий дебютний роман                 | Номінація | [ 9 ]                |
| 2022 | Покоївка        | Премія імені Неда Келлі за найкращий міжнародний кримінальний роман | Перемога  | [ 10 ] [ 11 ]        |
| 2023 | Покоївка        | Премія Ентоні за найкращий дебютний роман                           | Перемога  | [ 10 ]               |
| 2023 | Покоївка        | Премія Audie за найкращий детектив                                  | Фіналіст  | [ 12 ]               |
| 2023 | Покоївка        | Премія Баррі                                                        | Перемога  | [ 10 ] [ 13 ] [ 14 ] |
| 2023 | Покоївка        | Премія Едґара Аллана По за найкращий роман                          | Фіналіст  | [ 10 ] [ 15 ]        |
| 2023 | Покоївка        | Премія Мекавіті                                                     | Перемога  | [ 10 ]               |
| 2024 | Таємничий гість | Премія Артура Елліса за найкращий класичний детектив                | Фіналіст  | [ 10 ]               |

## Публікації

### Серія «Покоївка Моллі».
1. Покоївка. Ballantine Books. 2022. ISBN 9780593356159.[16]
2. The Mystery Guest. Ballantine Books. 2023. ISBN 9780593356180.[17]
3. The Mistletoe Mystery: A Maid Novella. Ballantine Books. 2024. ISBN 9780593875445.
4. The Maid's Secret. Ballantine Books. 2025. ISBN 9780593875414.

## Зовнішні посилання
- Офіційний сайт